# فرانك مارينو
فرانك مارينو هو موسيقي وعازف قيثارة كندي، ولد في 20 نوفمبر 1954 في مونتريال في كندا.

## وصلات خارجية
- الموقع الرسمي
- فرانك مارينو على موقع ميوزك برينز (الإنجليزية)
- فرانك مارينو على موقع أول ميوزيك (الإنجليزية)
- فرانك مارينو على موقع ديسكوغز (الإنجليزية)